# Schlickeralmlauf
Der Schlickeralmlauf war ein Berglauf, der vom Ortskern von Telfes im Stubai auf das Kreuzjoch führte. Bis einschließlich 2012 war das Ziel am Sennjoch. Er fand jedes Jahr entweder Ende Juli oder Anfang August statt. Veranstalter war der Sportverein Telfes.

## Geschichte
Die Tradition des Berglaufs in Telfes begann mit dem Pfarrachalmlauf 1988, den Florian Stern und Heidi Neuner gewannen. Im selben Jahr erhielt Telfes den Zuschlag für die Berglauf-Weltmeisterschaften 1990. Als Generalprobe wurde 1989 erstmals auf einer 18 km langen Strecke das Sennjoch angesteuert. Es siegte der Algerier Mohammed Youkman in 1:29 h. Im Jahr darauf wurden der Italiener Costantino Bertolla auf einer Strecke mit 14,3 km und 1550 Höhenmetern Anstieg und die Schottin Beverley Redfern auf einer Strecke von 7,88 km und 530 HM Anstieg Weltmeister in Telfes.
Unter dem Namen Schlickeralmlauf startete die Veranstaltung 1991 auf einem Kurs, der gegenüber der WM verkürzt worden war. In den ersten Jahren siegten bei den Männern Peter Pfitscher (1991), Peter Schatz (1992, 1995) und Helmut Schmuck (1993, 1994), bei den Frauen Heidi Neuner (1991), Sabine Stelzmüller (1992), Elisabeth Rust (1993, 1994) und Gudrun Pflüger (1995).
1996 war Telfes erneut Austragungsort der Berglauf-Weltmeisterschaften. 700 Läufer (inklusive Rahmenbewerbe) aus 32 Nationen nahmen teil. Antonio Molinari aus Italien und Gudrun Pflüger aus Österreich wurden Weltmeister. Seit diesem Jahr wurde bis 2007, mit leichten Modifizierungen, auf der originalen WM-Männerstrecke (11,0 km, 1310 HM) gelaufen. In den folgenden Jahren gehörte Telfes zum Berglauf-Grand-Prix, einer Serie der World Mountain Running Association (WMRA). Die Sieger in dieser Periode: Heidi Neuner, Elisabeth Rust, Sabine Stelzmüller, Gudrun Pflüger (Österreich), Janina Saxer-Ruschko (Schweiz), Izabella Zatorska (Polen), Angela Mudge (Schottland), Birgit Sonntag (Deutschland), Ana Pichrtova (Tschechien), Renate Rungger (Italien) bzw. Mohammed Youkman (Algerien) Helmut Schmuck, Peter Schatz (Österreich), Peter Pfitscher, Antonio Molinari, Marco Gaiardo (Italien), Jonathan Wyatt (Neuseeland) und Martin Cox (England).
2009 war Telfes Austragungsort der 8. Berglauf-Europameisterschaften, eines offiziellen Bewerbes des Europäischen Leichtathletikverbandes (European Athletic Association). Dafür wurde bereits 2008 die Streckenführung etwas verändert. Die Sieger waren Martina Strähl (Schweiz) und Ahmet Arslan (Türkei). Andrea Mayr holte für Österreich die Bronzemedaille. Die Sieger auf der Strecke von 2008 bis 2012 waren Ana Pichrtova (Tschechien) 2008 und offener Lauf 2009, Martina Strähl (Schweiz) EM-Lauf 2009 (eigene Damen EM-Strecke), Antonella Confortola (Italien) 2010, Sarah Tunstall (Großbritannien) 2011 und Lucy Wambui Murigi (Kenia) 2012 bzw. Jonathan Wyatt (Neuseeland) 2008 und 2010, Ahmet Arslan (Türkei) EM-Lauf 2009, Rickey Gates (USA) offener Lauf 2009, und Geoffrey Ndungu (Kenia) 2011 und 2012.
2011 und 2019 fanden die Tiroler Berglaufmeisterschaften im Rahmen des Schlickeralmlaufes statt.
2014 wurden die 14. World Masters Mountain Running Championships, also die offiziellen Berglauf-Weltmeisterschaften für Senioren (35 bis 79 Jahre) erstmals in Telfes ausgetragen. Es handelte sich dabei um einen offiziellen Bewerb von WMRA World Mountain Running Association und WMA World Masters Athletics. Inklusive Rahmenbewerbe waren 1085 Teilnehmer am Start, davon alleine 755 bei der Masters-WM. Es war die bis dahin, an Teilnehmern gemessen, größte Sportveranstaltung im Stubaital. Es wurden 18 neue Einzel-Weltmeister in den verschiedenen Altersklassen ermittelt. Wegen einer für diese Veteranen-WM vorgeschriebenen Höhenmeterbegrenzung änderte man die Strecke bereits für die Generalprobe 2013 ab. Erstmals in der Geschichte war nicht mehr das Sennjoch, sondern das Kreuzjoch (beides im Gebiet der Schlick (Österreich)) das Ziel des Laufs. Die Sieger auf der nun stark geänderten Route: Andrea Mayr (Österreich) 2013, 2016, 2018 und 2019, Laura Robertson (Neuseeland) offener Lauf 2014, Petra Summer (Österreich) Masters-WM-Lauf 2014 (eigene Damen WM-Strecke), Susanne Mair (Österreich) 2015 und Michelle Maier (Deutschland) 2017 bzw. Petro Mamu (Eritrea) 2013, 2016 und 2019, Jonathan Jackson (Neuseeland) offener Lauf 2014, Eric Blake (USA) Masters-WM-Lauf 2014, Isaac Kosgei (Kenia) 2015 und Geoffrey Gikuni Ndungu (Kenia) 2017 und 2018.
Als traditionelles Rahmenprogramm fanden am Vortag die Startnummernvergabe, ein kleines Fest mit Pasta-Party für die Läufer, ein Benefizlauf und Kinderrennen in diversen Altersklassen statt, die auf verschiedenen Distanzen durch den Ortskern verliefen.
2015 fand erstmals der Telfer Wiesen Run (8 km, 140 hm) als anfängertauglicher Volkslauf mit Straßen-, Cross- und Berglaufelementen im Nebenprogramm statt und war seither ein fixer Bestandteil am Samstag.
Am 29. Juli 2018 wurden im Rahmen des 30-jährigen Jubiläums die Österreichischen Staatsmeisterschaften im Berglauf ausgetragen. Die Titel gingen an Andrea Mayr und Isaac Kosgei.
Für 2020 erhielt Telfes als erster Ausrichter zum zweiten Mal die World Masters Mountain Running Championships zugesprochen. Diese fanden im Rahmen des 32. Internationalen Schlickeralmlaufs am Samstag, den 5. September 2020 statt.
2024 wurde der Schlickeralmlauf vom Kalkkögeltrail abgelöst, der über Marathondistanz ausgetragen wird.

## Strecke

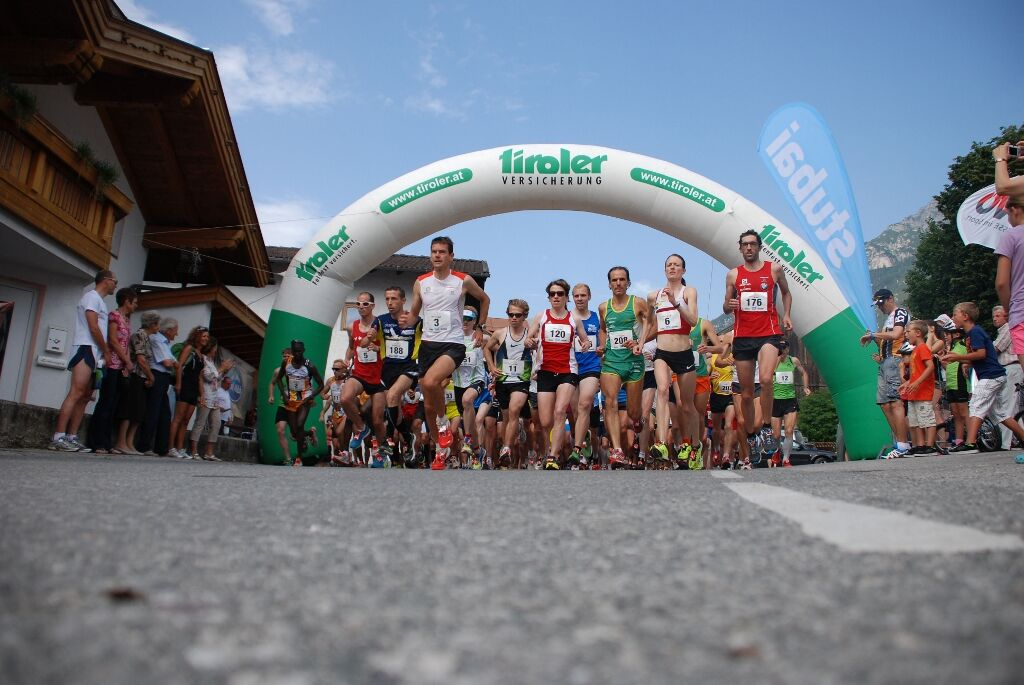
Start zum Schlickeralmlauf im Ortszentrum von Telfes

Die Strecke führte durch Wälder und entlang eines Wildbaches bis in die Almregion hinauf. Sie galt als eine der anspruchsvollsten im Kalender.
Die Strecke war seit dem Jahr 2013 11,5 km lang und hatte einen Höhenunterschied von 1100 m (+1180/−80 m). Ziel war das Kreuzjoch. Gestartet wurde auf dem Dorfplatz von Telfes (1000 m ü. A.). Nach drei Kilometern begann sie bis zum Ziel steil anzusteigen, mit nur einem kurzen flacheren Stück bei Kilometer 8.
Den Rekord für den Routenverlauf zwischen 1995 und 2007 hält Jonathan Wyatt (NZL) mit 55:32 bei den Herren und Renate Rungger (ITA) mit 01:09:03 bei den Damen. Ahmet Arslan (TUR) lief bei seinem Europameistertitel 2009 in 58:26 den Rekord für die Streckenführung von 2008 bis 2012 (2011 ist nicht in der Wertung, da wegen Schneefalls das Ziel zur Zirmachalm verlegt werden musste). Schnellste Dame war Ana Pichrtova (CZE) mit 01:08:16. Aktueller Bestzeithalter für die Streckenführung mit Ziel Kreuzjoch ist Petro Mamu (ERI) mit 54:55 min und Andrea Mayr (Österreich) mit 1:01:47 h (2015 nicht in der Wertung, da wegen eines Murenabgangs das Ziel zur Schlickeralm (ident mit Kurzstrecke) verlegt werden musste).
Es gab auch eine Kurzstrecke mit eigener Wertung; diese war seit 2018 7,5 km lang mit einem Höhenunterschied von 786 m. Gestartet wurde auf Froneben (Mittelstation Kreuzjochbahn), ab dem Speichersee im Bereich der Schlickeralm war der Streckenverlauf identisch mit dem Hauptlauf.

## Statistik

### Streckenrekorde
- Männer: 54:55 min, Petro Mamu, ( Eritrea), 2013
- Frauen: 1:01:47 h, Andrea Mayr, ( Österreich), 2018

### Siegerliste

#### Ca. 11,5 km und 1100 hm
| Datum         | Männer                     | Nation                 | Zeit      | Frauen            | Nation      | Zeit      |
| ------------- | -------------------------- | ---------------------- | --------- | ----------------- | ----------- | --------- |
| 9. Sep. 2023  | Thomas Roach               | Vereinigtes Königreich | 0 59:09   | Anna Plattner     | Österreich  | 1:09:58   |
| 3. Sep. 2022  | Manuel Innerhofer          | Österreich             | 0 59:28   | Karin Freitag     | Österreich  | 1:11:55   |
| 4. Sep. 2021  | Maximilian von Lippe       | Deutschland            | 1:04:15   | Charlotte Dewilde | Belgien     | 1:11:03   |
| 28. Juli 2019 | Petro Mamu -3-             | Eritrea                | 0 56:06   | Andrea Mayr -4-   | Österreich  | 1:04:08   |
| 29. Juli 2018 | Geoffrey Gikuni Ndungu -4- | Kenia                  | 0 57:40   | Andrea Mayr -3-   | Österreich  | 1:01:47   |
| 30. Juli 2017 | Geoffrey Gikuni Ndungu -3- | Kenia                  | 0 58:45   | Michelle Maier    | Deutschland | 1:07:58   |
| 31. Juli 2016 | Petro Mamu -2-             | Eritrea                | 0 56:07   | Andrea Mayr -2-   | Österreich  | 1:04:13   |
| 26. Juli 2015 | Isaac Kosgei               | Kenia                  | 0 35:25 1 | Susanne Mair      | Österreich  | 0 42:44 1 |
| 6. Sep. 2014  | Eric Blake                 | Vereinigte Staaten     | 0 59:31   | Laura Robertson   | Neuseeland  | 1:20:20   |
| 28. Juli 2013 | Petro Mamu                 | Eritrea                | 0 54:55   | Andrea Mayr       | Österreich  | 1:04:27   |

#### Ca. 11,7 km und 1270 hm
| Datum         | Männer                     | Nation                 | Zeit      | Frauen                     | Nation                 | Zeit      |
| ------------- | -------------------------- | ---------------------- | --------- | -------------------------- | ---------------------- | --------- |
| 29. Juli 2012 | Geoffrey Gikuni Ndungu -2- | Kenia                  | 0 59:59   | Lucy Wambui Murigi         | Kenia                  | 1:13:13   |
| 24. Juli 2011 | Geoffrey Gikuni Ndungu     | Kenia                  | 0 47:16 2 | Sarah Tunstall             | Vereinigtes Königreich | 1:00:39 2 |
| 24. Juli 2010 | Jonathan Wyatt -7-         | Neuseeland             | 1:00:33   | Antonella Confortola Wyatt | Italien                | 1:11:43   |
| 11. Juli 2009 | Rickey Gates               | Vereinigte Staaten     | 1:01:57   | Anna Pichrtová -5-         | Tschechien             | 1:11:08   |
| 3. Aug. 2008  | Jonathan Wyatt -6-         | Neuseeland             | 0 58:14   | Anna Pichrtová -4-         | Tschechien             | 1:08:16   |
| 5. Aug. 2007  | Marco Gaiardo              | Italien                | 1:00:47   | Renate Rungger             | Italien                | 1:09:03   |
| 6. Aug. 2006  | Jonathan Wyatt -5-         | Neuseeland             | 0 58:15   | Anna Pichrtová -3-         | Tschechien             | 1:09:27   |
| 7. Aug. 2005  | Jonathan Wyatt -4-         | Neuseeland             | 0 58:40   | Anna Pichrtová -2-         | Tschechien             | 1:09:57   |
| 1. Aug. 2004  | Jonathan Wyatt -3-         | Neuseeland             | 0 55:32   | Anna Pichrtová             | Tschechien             | 1:09:26   |
| 3. Aug. 2003  | Jonathan Wyatt -2-         | Neuseeland             | 0 57:00   | Izabela Zatorska -3-       | Polen                  | 1:10:00   |
| 4. Aug. 2002  | Martin Cox -2-             | Vereinigtes Königreich | 0 59:59   | Izabela Zatorska -2-       | Polen                  | 1:11:30   |
| 2001          | Martin Cox                 | Vereinigtes Königreich | 0 58:42   | Izabela Zatorska           | Polen                  | 1:09:11   |
| 6. Aug. 2000  | Jonathan Wyatt             | Neuseeland             | 0 58:37   | Birgit Sonntag             | Deutschland            | 1:09:05   |
| 8. Aug. 1999  | Antonio Molinari           | Italien                | 0 59:45   | Angela Mudge               | Vereinigtes Königreich |           |